# Anatomía (película)
Anatomía es una película alemana de terror, dirigida por Stefan Ruzowitzky en el año 2000.

## Argumento
Para una estudiante de medicina tan ambiciosa como Paula, haber sido elegida para participar en un prestigioso curso de anatomía impartido por un legendario profesor es un sueño hecho realidad. Pero su entusiasmo pronto se convierte en puro horror, cuando se encuentra a un joven al que había conocido tan sólo unos días antes, tumbado frente a ella en una mesa de diseccionar. A pesar de todas las advertencias, Paula investiga su misteriosa muerte.
Pronto descubre que una secreta y centenaria sociedad, conocida por sus despiadadas investigaciones con seres humanos vivos, tiene su sede central en el mismo prestigioso instituto donde ella está estudiando. Cuando empiezan a desaparecer estudiantes, Paula sospecha que están siendo víctimas de esta secreta sociedad. Pero sin prueba alguna, todo lo que puede hacer es continuar buscando la verdad, incluso si significa poner en peligro su propia vida.